# Bundesstraße
Una Bundesstraße (letteralmente: autostrada federale) è un tipo di strada a lunga percorrenza in Germania e in Austria.
In Germania le Bundesstraßen (anche Überlandstraßen) sono classificate insieme alle Autobahn (autostrade) come Fernstraßen, la classificazione più alta per le strade sovraregionali in questo paese. Sono contrassegnati con il prefisso B in contrasto con A per le autostrade. In assenza di segnaletica, il limite di velocità de jure è di 50 km/h nelle aree urbane e di 100 km/h nelle aree rurali.
In Austria il termine era usato per riferirsi a strade a lunga percorrenza gestite dal governo federale, comprese Bundestraßen B , A ( Bundesautobahnen o autostrade federali ) e S ( Bundeschnellstraßen o superstrade ). Oggi, le ex Bundesstraßen B si chiamano Straßen mit Vorrang ( lett. Strade prioritarie) e mantengono il prefisso B.